# 孟菲斯 (密苏里州)
孟菲斯（Memphis）位于美国密苏里州东北部，是苏格兰县的县治。根据美国2000年人口普查，共有人口2,061人，其中白人占98.88%。136号美国国道途徑孟菲斯附近。